# 四川大學華西第二醫院
四川大学华西第二医院 (英語：West China Second Hospital of Sichuan University)创立于1987年，是卫生部直属医院，是集医疗、教学、科研，预防和康复于一体的三级甲等医院；是教育部直属四川大学的附属医院，位于中华人民共和国四川省成都市武侯区人民南路三段20号，拥有床位1580余张，职工3641人，是妇幼专科医院。

## 科室设置
四川大学华西第二医院 (华西妇产儿童医院)共设24个临床科室和6个医技科室。